# Стримбівська сільська рада
Стримбівська сільська рада — орган місцевого самоврядування у Надвірнянському районі Івано-Франківської області з адміністративним центром у с. Стримба.

## Історія
Утворена 5 грудня 1990 року.

## Загальні відомості
Водоймища на території, підпорядкованій даній раді: річка Стримба.

## Населені пункти
Сільській раді підпорядковані населені пункти:
- с. Стримба — населення 2 082 ос.; площа 12,706 км²

## Склад ради
Рада складається з 18 депутатів та голови.

### Керівний склад ради
| ПІБ                       | Основні відомості                                                 | Дата обрання | Дата звільнення |
| ------------------------- | ----------------------------------------------------------------- | ------------ | --------------- |
| Гладиш Микола Васильович  | Сільський голова, 1964 року народження, освіта, безпартійний      | 26.03.2006   | 01.02.2010      |
| Штогрин Василь Михайлович | Сільський голова, 1951 року народження, освіта, безпартійний      | 20.06.2010   | 31.10.2010      |
| Штогрин Василь Михайлович | Сільський голова, 1951 року народження, освіта вища, безпартійний | 31.10.2010   | 11.12.2011      |
| Дубіщак Любомир Адамович  | Сільський голова, 1972 року народження, освіта вища, безпартійний | 11.12.2011   |                 |

Примітка: таблиця складена за даними джерела